# Makrofotografie

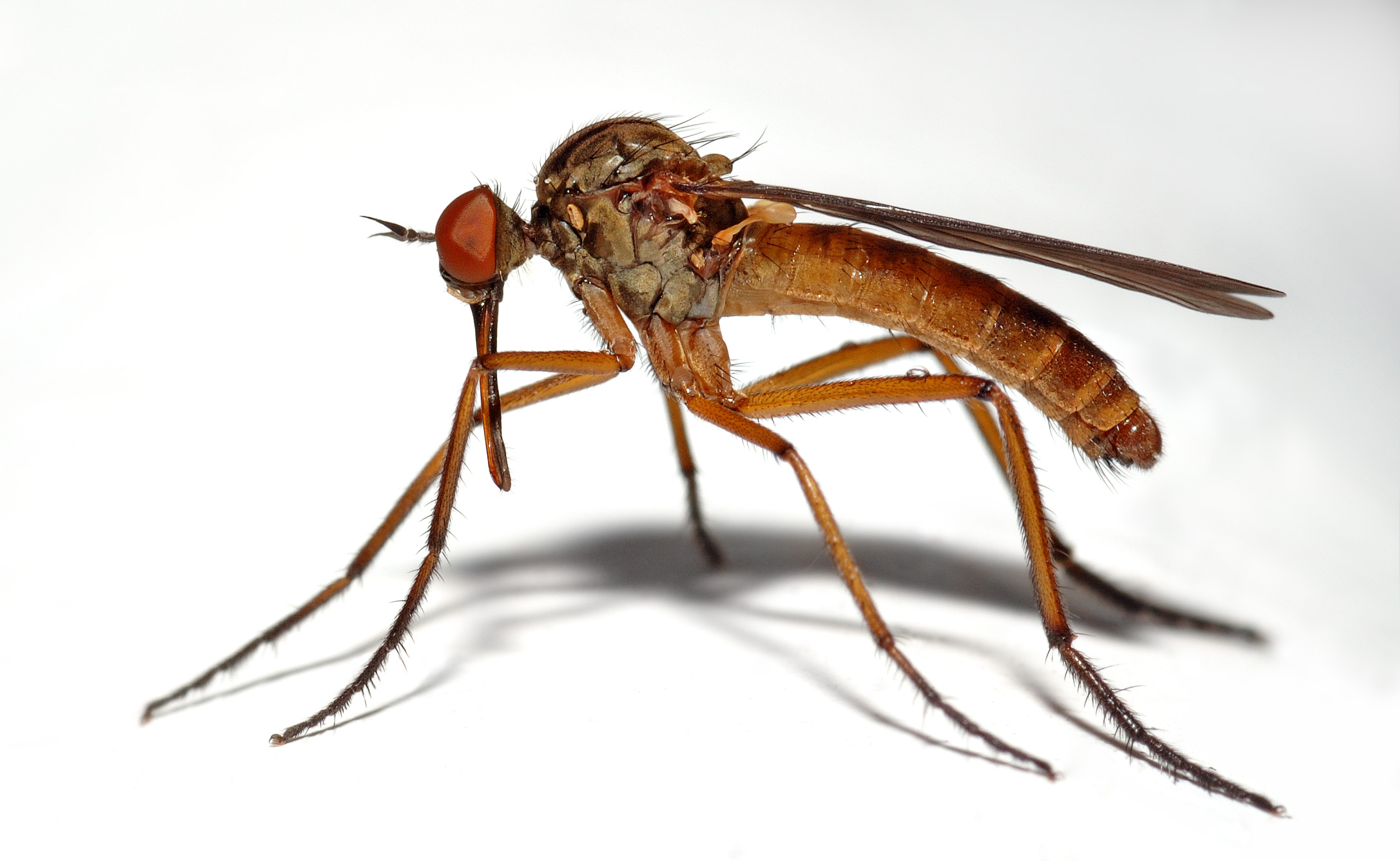
Makrosnímek samičky kroužilky žlutavé

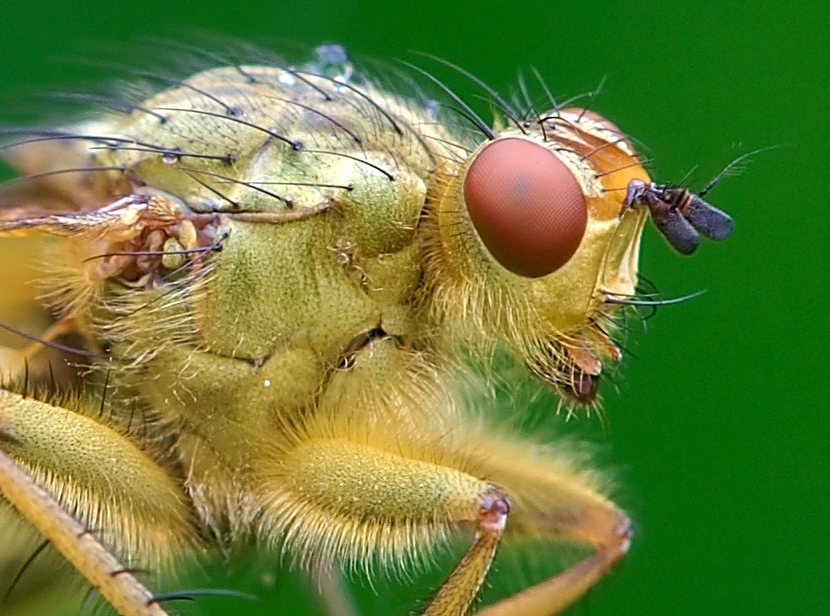
Makrosnímek výkalnice hnojní (Scathophaga stercoraria)

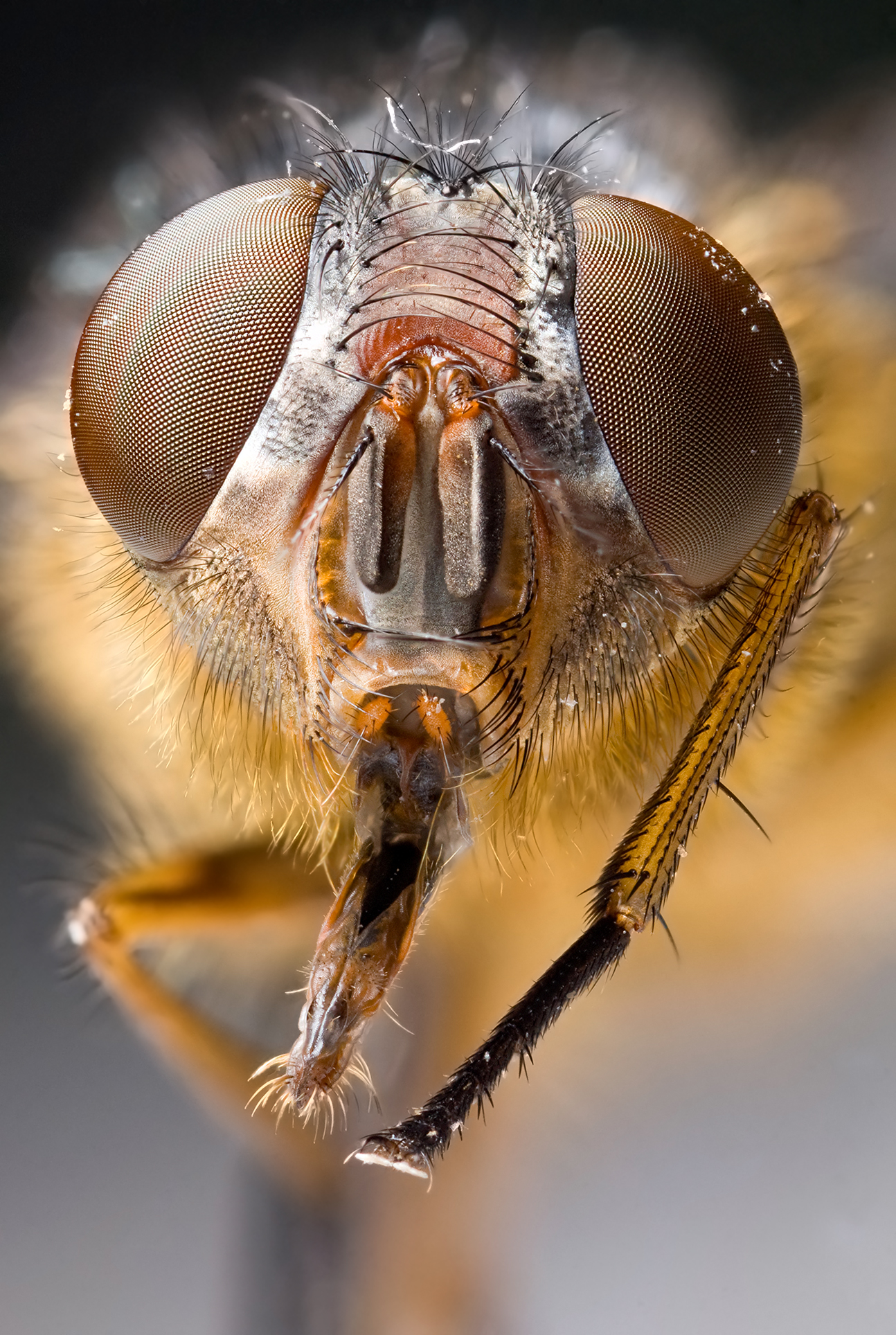
Příklad portrétu hmyzu

Makrofotografie je fotografický postup, kterým lze získat snímek podávající více podrobností předmětu, než jich na něm rozezná lidské oko ze vzdálenosti 25 cm. Makrofotografický snímek je snímek zvětšený v měřítku 1:1 až 30:1. Jako měřítko zobrazení se označuje poměr velikosti předmětu a jeho obrazu na filmu nebo snímači. Například když snímek 2 cm velkého brouka bude mít při měřítku 1:1 na snímači či filmu rozměr 2 cm, tak velikost onoho předmětu na snímači či filmu odpovídá jeho skutečné velikosti. Při zvětšení nad 30:1 hovoříme o mikrofotografii.[zdroj⁠?!]

## Technika pro makrofotografii
Makrofotografie lze vytvářet pomocí zrcadlovek (SLR/DSLR) s makroobjektivem, případně při použití speciálního vybavení (viz níže). Kompaktní fotoaparáty zpravidla mají schopnost ostřit na velmi blízké objekty, nejedná se ale o pravé makro, jelikož zvětšení málokdy dosahuje poměru 1:1. Kompakty nemohou využívat speciální makropříslušenství vyjma předsádkových čoček. Zrcadlovky sice nemohou bez makroobjektivu/makropříslušenství vytvářet makrofotografie, ale na rozdíl od kompaktů mají široké množství příslušenství a dokážou dosáhnout mnohonásobně větších zvětšení i podstatně lepší kresby.

### Makroobjektiv
Objektiv speciálně konstruovaný pro makrofotografii se zvětšením obvykle 1:1. Vyznačuje se ostrou kresbou i při velkých clonách, vysokou světelností a optimalizací ostření na krátké vzdálenosti. Ohniska makroobjektivů se nejčastěji pohybují v rozmezí 90–150 mm (méně často 35–200 mm, ale existuje i 15mm širokoúhlý makroobjektiv).
Na trhu existují dva druhy makroobjektivů – s omezeným rozsahem ostření a s plným rozsahem ostření. Objektivy s omezeným rozsahem ostření mají většinou větší zvětšení, například 5:1 a uživateli dovolí zaostřit nejméně na zvětšení 1:1.
Objektivy s plným rozsahem ostření poté umí bez problému zaostřit na nekonečno a lze je použít i na jiné účely než jen makro (portrét, krajinný detail, apod.), protože dokáží ostřit v celém rozsahu až na nekonečno – na rozdíl od fotografování s jiným makropříslušenstvím. Zpravidla bývají opticky velice kvalitní.
Speciální makroobjektivy mají zvětšení větší než 1:1 – Minolta AF 3x-1x umí zvětšení až 3:1 a Canon MP-E 65 umí až 5:1 nebo poté objektiv Venus Optics Laowa 25mm f/2.8 2,5 – 5x Ultra-Macro. Tyto zmíněné objektivy ovšem neostří až na nekonečno, jak již bylo zmíněno výše.

### Mezikroužky
Mezikroužky lze použít u přístrojů s výměnnými objektivy. Mezikroužek neobsahuje žádné optické členy, jeho jediná funkce spočívá v oddálení objektivu od těla aparátu, čímž se posune (výrazně zkrátí) zaostřovací rozsah použitého objektivu. Při použití mezikroužku/ů dochází, na rozdíl od předsádkových čoček, ke snížení světelnosti optické soustavy a objektiv taktéž není schopen zaostřit na nekonečno. Navíc se může stát, že při použití mezikroužků se zhorší kresba objektivu, jelikož objektiv je vyladěný na určitou vzdálenost od snímače a při oddálení se začne kupříkladu dříve projevovat difrakce.
Není nutné (a mnohdy ani žádoucí) kombinovat mezikroužek případně mezikroužky s makroobjektivem, kvůli obvykle poměrně dlouhému ohnisku makroobjektivů a tím pádem menšímu zvětšení výsledné optické sestavy. Objektivem s kratší ohniskovou vzdáleností v kombinaci s mezikroužky lze dosáhnout většího zvětšení než při použití delšího objektivu a stejné délky mezikroužků.
Mezikroužky se dělí na manuální a automatické. Manuální mezikroužky neumožňují přenos clony mezi tělem fotoaparátu a objektivem, takže je nutné, aby na použitém objektivu byl tzv. clonový kroužek, aby byl fotograf schopen přiclonit kvůli dosažení lepší kresby objektivu a/nebo kvůli možnosti měnit hloubku ostrosti. Často se k tomuto používá levný starý širší objektiv z bazaru. Automatické mezikroužky elektronicky, případně mechanicky přenášejí nastavenou clonu (v závislosti na systému), čímž umožňují měnit zaclonění objektivu i u moderních objektivů bez clonového kroužku.

### Makroměch
Makroměch je speciální zařízení, které funguje obdobně jako mezikroužek, jen s tím rozdílem, že má plynule nastavitelnou délku. Umožňuje tak plynule měnit dosažené zvětšení. Vyrábí se i konstrukce umožňující připevnit k makroměchu reverzní objektiv, kdy pak lze dosáhnout extrémních zvětšení.

### Předsádková čočka / makropředsádka
Předsádková čočka se upevní před objektiv a její pomocí dojde k výraznému zkrácení rozsahu zaostřitelných vzdáleností, tudíž i k většímu zvětšení. Její optická mohutnost se uvádí v dioptriích. Při jejím použití objektiv není schopen zaostřit na nekonečno, nejdelší možná vzdálenost je pak převrácená hodnota optické mohutnosti použité čočky. Při použití čočky 1D pak místo nekonečna bude maximální zaostřitelná vzdálenost 1 m, při použití čočky 2D bude místo nekonečna maximální zaostřitelná vzdálenost 50 cm, apod. Levné jednočlenné předsádkové čočky se často prodávají v sadách s různou optickou mohutností (zpravidla 1D, 2D, 4D a 10D), kdy lze čočky vzájemně kombinovat a použít jich několik zároveň pro dosažení většího zvětšení. Jejich použitím se zhoršují optické vady objektivu, obzvláště barevná vada (barevné kontury na kontrastních hranách) a klesá ostrost na okrajích obrazu.
Existují i kvalitní předsádkové čočky složené z několika optických členů (achromatické, apochromatické) eliminující barevnou vadu (chromatickou aberaci) a zpravidla nedeformující obraz, jako výrazně levnější jednoduché makropředsádky. Použitím achromatické nebo apochromatické makropředsádky s makroobjektivem lze dosáhnout zvětšení většího než 1:1, aniž by docházelo k výraznějšímu zhoršení kresby optické sestavy. Při použití makropředsádky nedochází k poklesu světelnosti optické sestavy. Velmi dobrou volbou, bereme-li v potaz poměr cena-výkon, je makropředsádka Raynox DCR-250.
Předsádkové čočky jsou jedinou speciální makropomůckou, kterou je možné použít i na kompaktních fotoaparátech.

### Reverzní kroužek (objektiv)
Jedná se o redukci, která umožní nasadit objektiv reverzně na fotoaparát. Do závitu na filtr se našroubuje přechodka a poté se celý objektiv standardně nasadí na bajonet fotoaparátu. Na trhu existují jednoduché adaptéry nebo poté varianty umožňující připojit na původní bajonet propojku, díky níž budete schopni ovládat clonu objektivu.
Toto řešení nemusí fungovat pro všechny objektivy, avšak lze kombinovat například s mezikroužky a dosáhnout tak i většího zvětšení i na širokoúhlým objektivu.

### Reverzní skládaný objektiv
Pomocí reverzního kroužku lze k objektivu fotoaparátu připevnit druhý objektiv obráceně (předními členy k sobě). Zpravidla se používá vysoce světelný objektiv s kratší ohniskovou vzdáleností, nasazený na zacloněný objektiv s dlouhým ohniskem, který je na těle fotoaparátu. Reverzní objektiv umožňuje velké zvětšení (vypočítá se jako poměr ohniska objektivu na těle poděleného ohniskem reverzního objektivu). Proti obyčejné předsádkové čočce eliminuje optika reverzního objektivu barevnou vadu.

Pomocí jiného typu reverzního kroužku lze nasadit obrácený objektiv přímo na tělo fotoaparátu. Je velice vhodné, aby tento reverzně použitý objektiv měl clonový kroužek, jinak nebude možno měnit clonu použitého objektivu. S výhodou se dá použít levný starý širší objektiv z bazaru. Platí opět, že čím je širší ohnisko reverzního objektivu, tím většího zvětšení dosáhneme. Tento reverzní kroužek lze kombinovat s mezikroužky, případně makroměchem. Výhodou je, že při tomto způsobu použití reverzního objektivu zůstává zaostřovací vzdálenost konstantní při jakémkoliv zvětšení – je rovna typické vzdálenosti bajonet-snímač, tzn. cca 45 mm od bajonetu reverzního objektivu (závislé na výrobci systému) a případné mezikroužky nebo makroměch na ni nemají vliv. Oddálením reverzního objektivu od snímače lze dosáhnout většího zvětšení za cenu zhoršení světelnosti optické soustavy.

### Telekonvertor
Při použití telekonvertoru s makroobjektivem je možné dosáhnout zvětšení většího než 1:1 – to je závislé na síle telekonvertoru (1,4:1 – 1,7:1 – 2:1). Použití telekonvertoru prodlouží ohniskovou vzdálenost, ale zachová nejkratší zaostřitelnou vzdálenost. Negativní vlastností je pokles světelnosti soustavy a možný pokles ostrosti (zhoršení kresby).
Výše uvedené příslušenství lze kombinovat pro dosažení většího zvětšení, kupříkladu makroobjektiv s a(po)chromatickou makropředsádkou a telekonvertorem, nebo reverzní objektiv s makroměchem.

### Další příslušenství
Makroblesky a kruhové blesky jsou blesky určené pro přisvětlení objektů při makrofotografii. Běžný interní nebo systémový (externí) blesk není schopen bez dalšího příslušenství osvítit objekt, který je těsně před objektivem (internímu blesku stíní objektiv, externí blesk není schopen blýsknout tak blízko dolů před objektiv), proto se používají speciální blesky připevňované na filtrový závit objektivu.
Existují i konstrukce podobné makrobleskům používající k nasvícení silné LED diody s bílým světlem, nebo soustava světelných vodičů, která soustředí před objektiv světlo systémového blesku.
Dalším řešením je speciální "zkosený" softbox nasazený na externí blesk, který přivede světlo těsně před objektiv a navíc ho rozptýlí, takže je měkčí a působí přirozeně, nebo umístění systémového blesku se softboxem na stavitelné rameno.

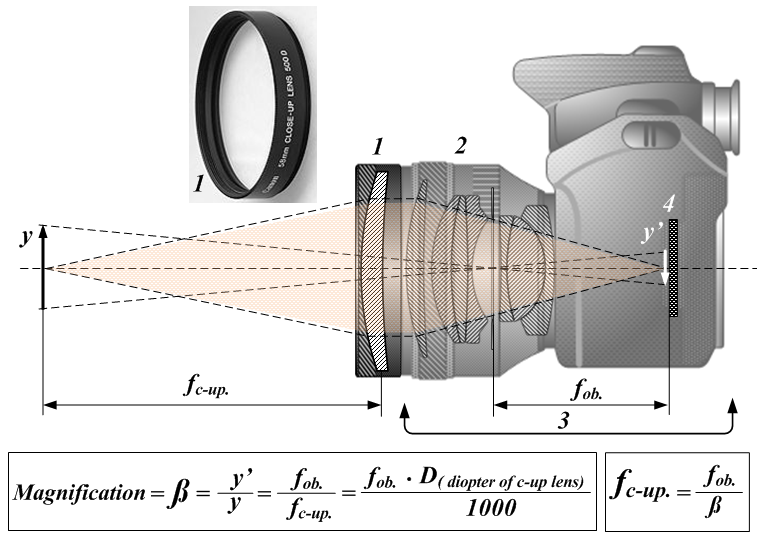
Optické schéma makropředsádky na objektivu.
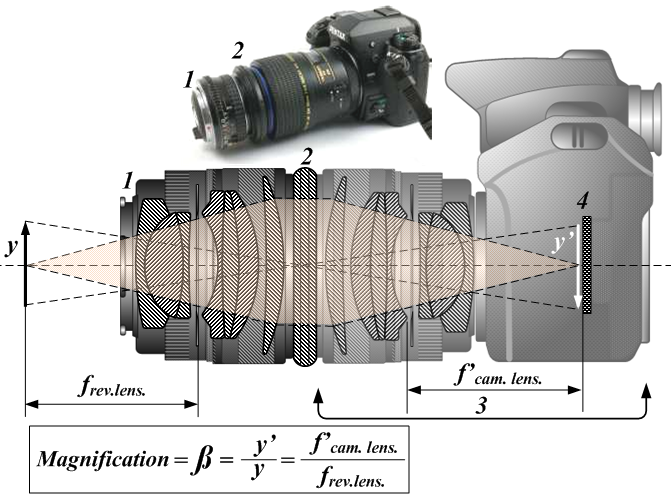
Optické schéma reverzního objektivu na objektivu.
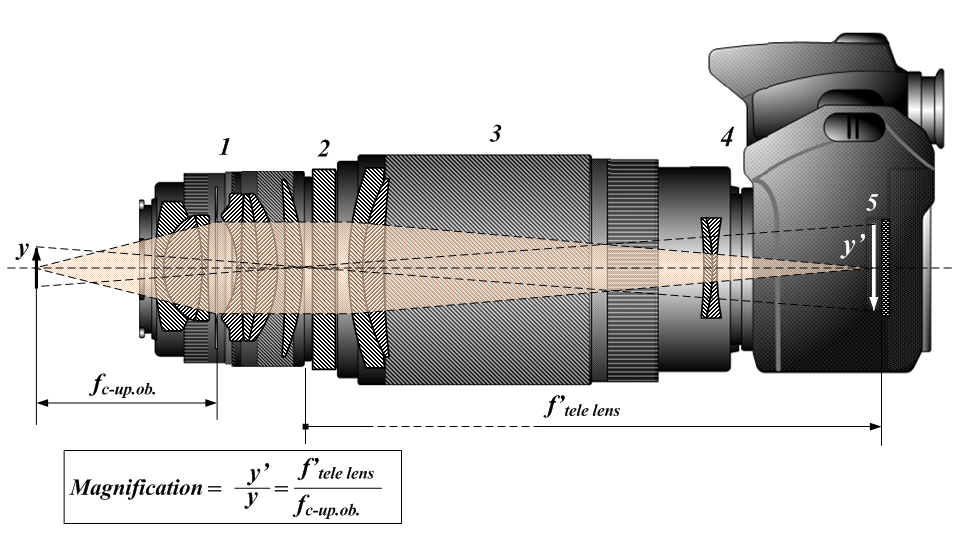
Optické schéma reverzního objektivu na teleobjektivu.
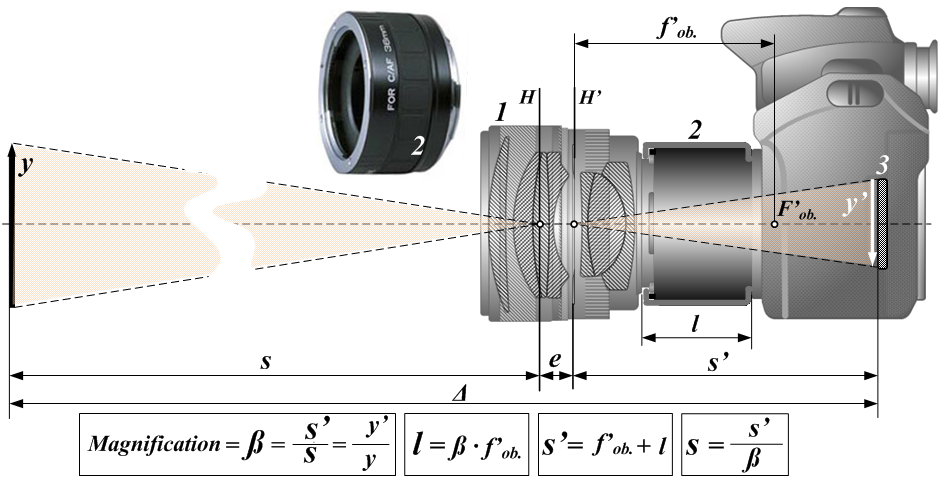
Optické schéma objektivu s mezikroužkem.
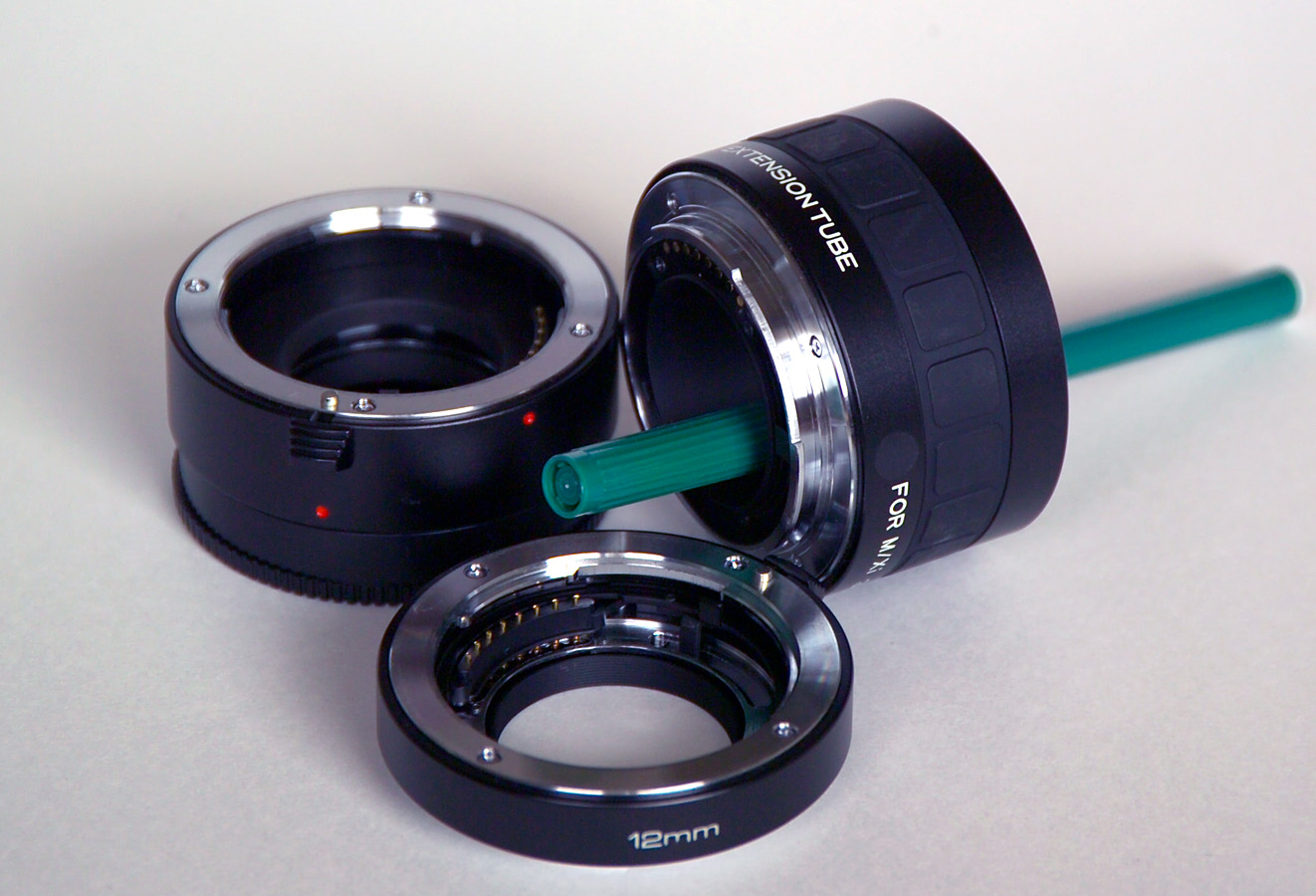
Sada mezikroužků.

## Historie
- Lennart Nilsson

## Příklady

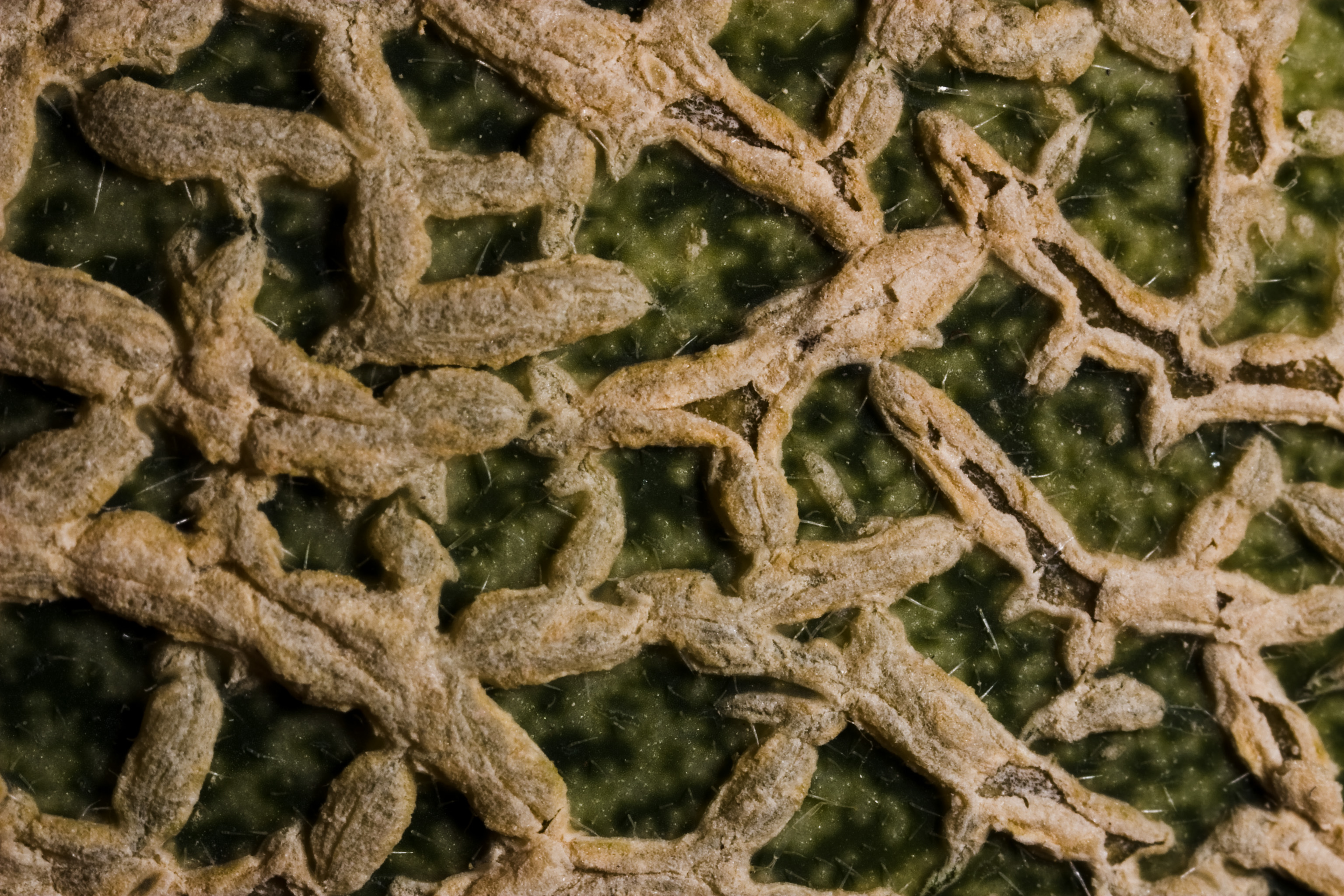
Povrch žlutého melounu, Canon MP-E 65mm f/2.8 1–5× Macro lens, Macro Twin Lite MT-24EX
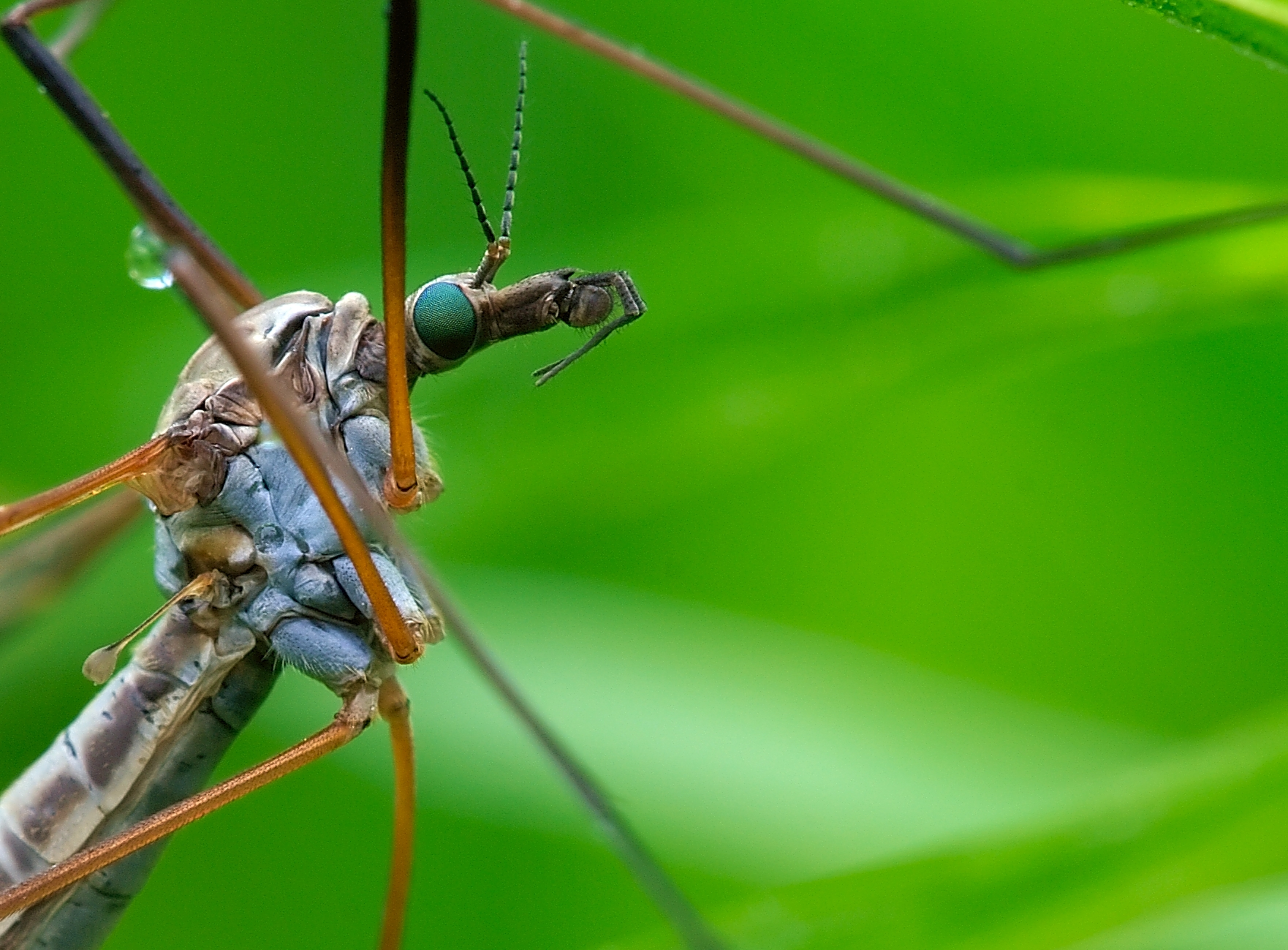
Hlava mouchy tipulidae (Sigma 150mm f/2.8 a Nikon D80)
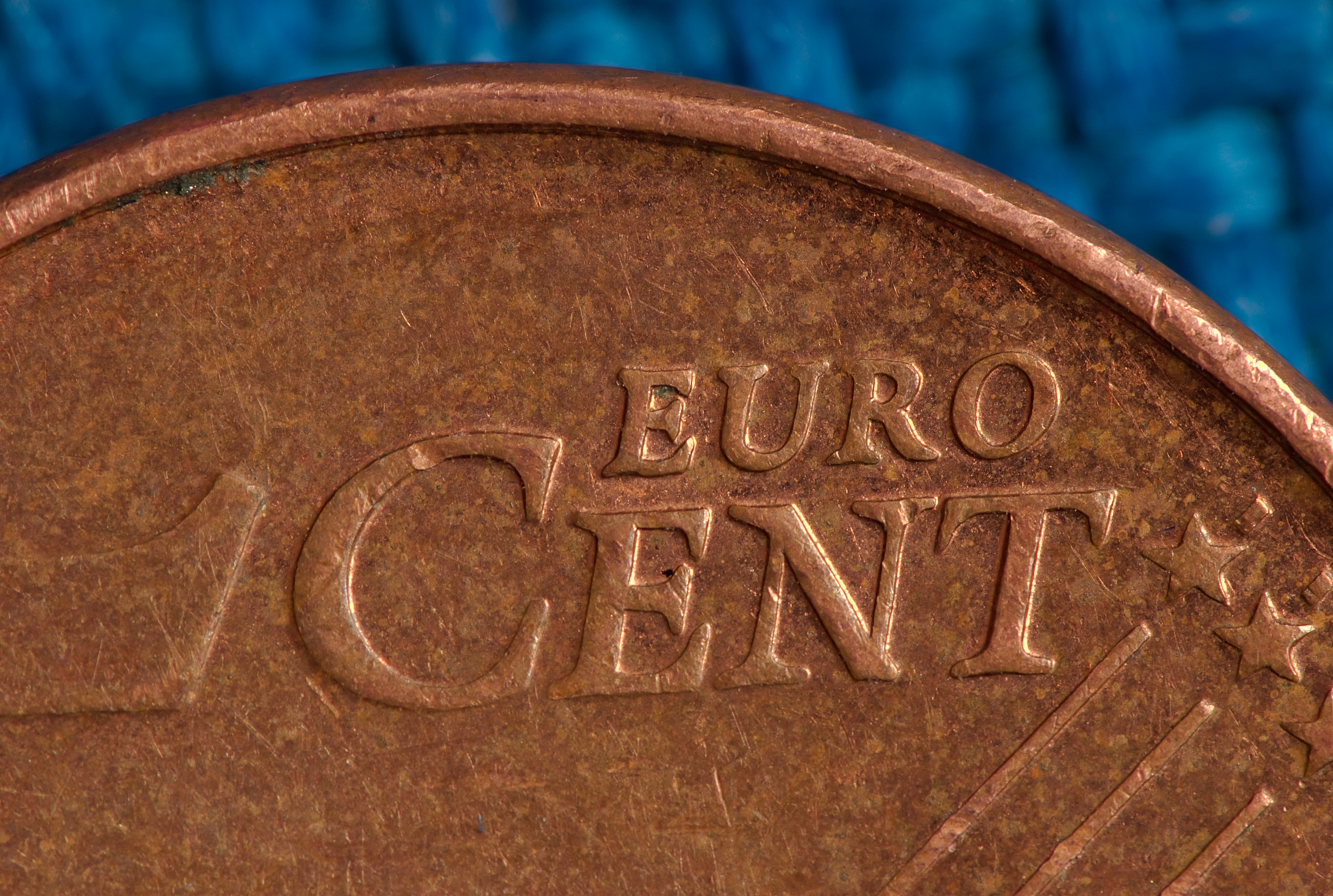
Zvětšení 2:1 (fotografovaná velikost 11.8mm CCD 23.8mm)
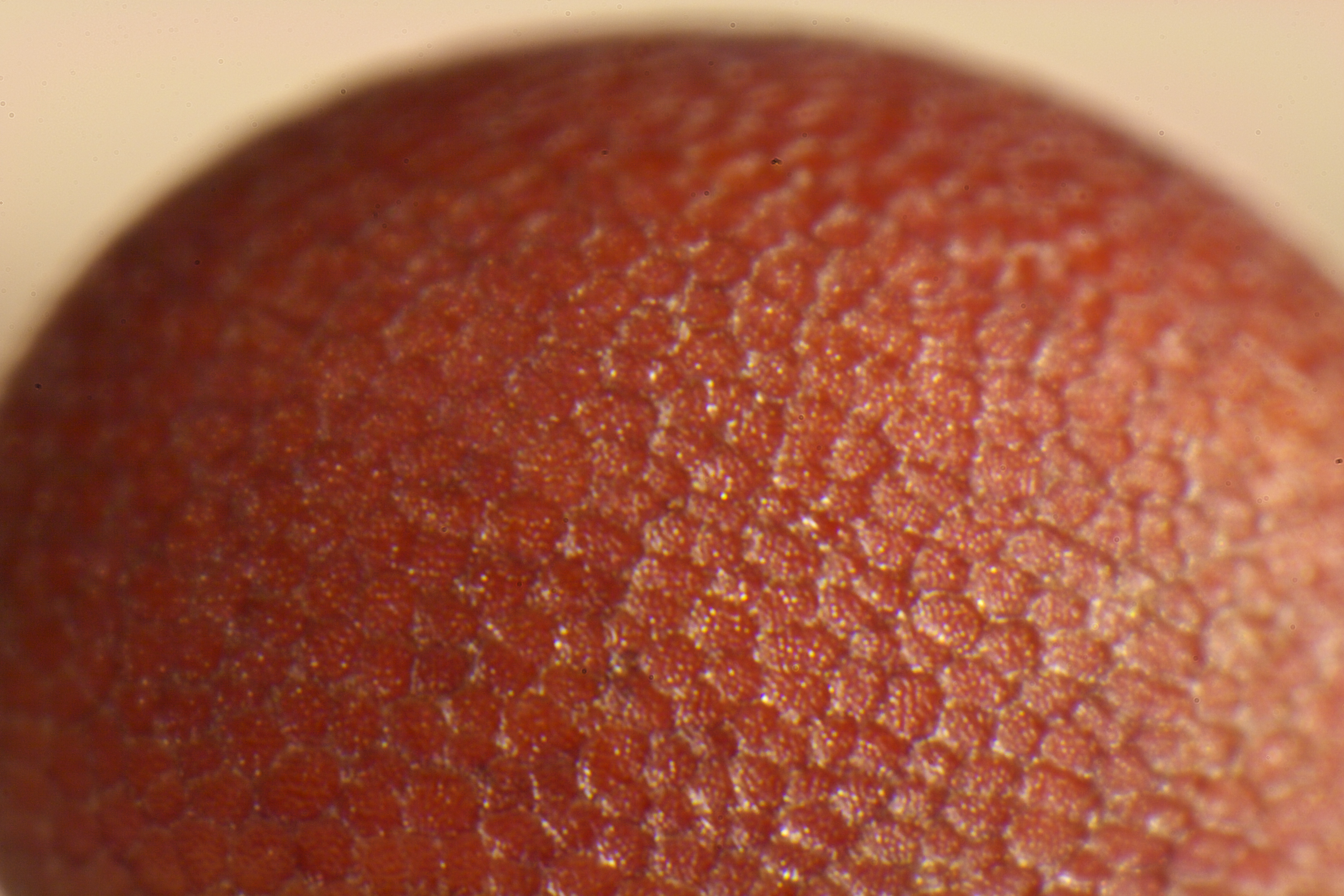
Zvětšení 11:1 – hořčičné semínko, reverzní objektiv Canon EF 14mm na 400D, f/11
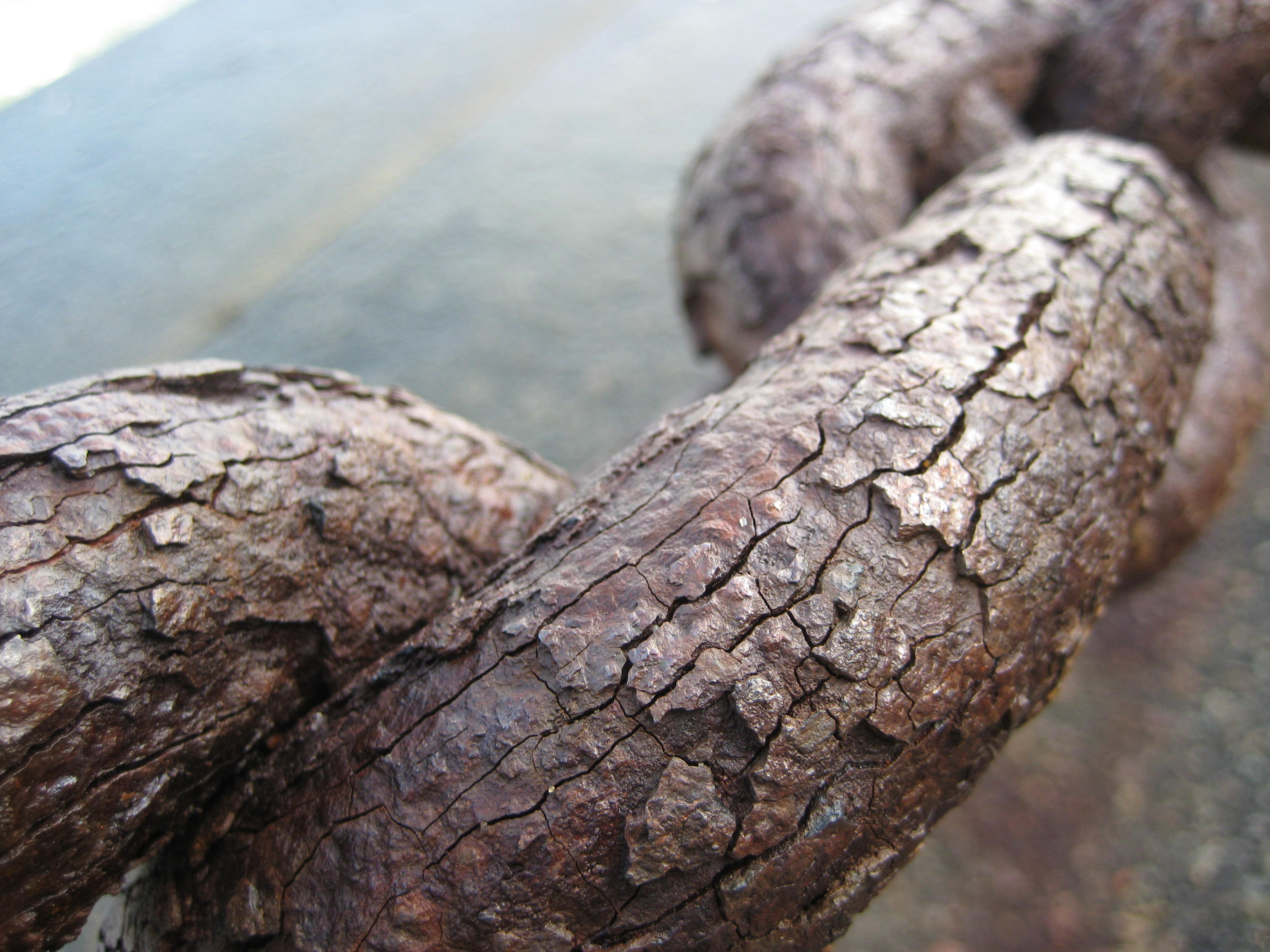
Makro snímek zrezivělého řetězu odhalil praskliny a rýhy
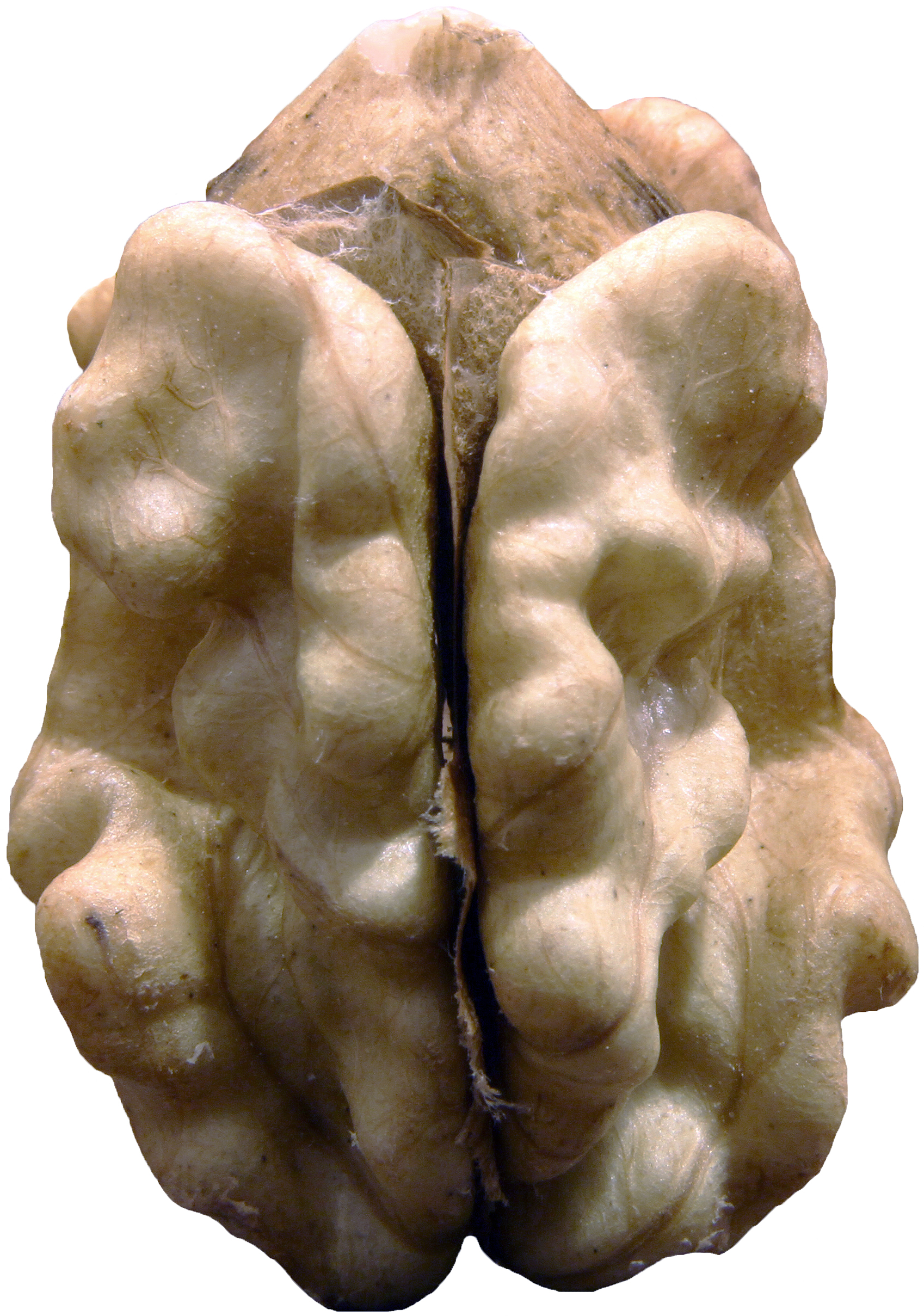
Makro snímek ve vysokém rozlišení jádra ořechu, Canon EOS 7D, f/18.